# Élections législatives vincentaises de 2020
Les élections législatives vincentaises de 2020 ont lieu le 5 novembre 2020 afin de renouveler les membres de l'Assemblée de Saint-Vincent-et-les-Grenadines. 
Le scrutin voit la cinquième victoire consécutive du Parti travailliste uni mené par Ralph Gonsalves, qui est reconduit au poste de Premier ministre.

## Contexte
Les élections législatives de décembre 2015 voient le Parti travailliste uni conserver sa majorité absolue à l'assemblée vincentaise avec huit sièges sur les quinze choisis au suffrage direct. Ralph Gonsalves est reconduit au poste de Premier ministre, qu'il occupe depuis mars 2001,. Il mène son parti aux élections cinq ans plus tard pour un cinquième mandat consécutif.
Les élections de 2020 se déroulent dans un contexte économique morose provoqué par la pandémie de Covid-19, celle ci ayant fait s’effondrer le secteur touristique, pilier de l'économie du pays. Le chômage dépasse ainsi les 30 %, tandis que près de 400 entreprises mettent à l'arrêt leurs activités. Le pays est également durement touché par une épidémie de Dengue, la plus grave de son histoire récente. En novembre 2020, Saint-Vincent-et-les-Grenadines remporte la présidence du conseil de sécurité de l'Onu, une responsabilité qui reviendra jusqu'en 2021 au premier ministre issu des élections.

## Système politique et électoral
Saint-Vincent-et-les-Grenadines est un royaume du Commonwealth, une monarchie parlementaire et une démocratie multipartite des Caraïbes ayant conservé la reine Élisabeth II comme chef symbolique et cérémoniel de l'État. Cette dernière est représentée par un gouverneur général choisi par le gouvernement vincentais. 
L'Assemblée de Saint-Vincent-et-les-Grenadines est un parlement unicaméral composé de 21 à 23 membres élus pour cinq ans, dont 15 représentants au scrutin uninominal majoritaire à un tour dans autant de circonscriptions. Six autres membres - dits sénateurs - sont nommés par le gouverneur général, dont quatre sur proposition de la majorité au pouvoir et deux sur celle de l'opposition. Enfin, Le président de l'assemblée et le procureur général sont de droit membres ex officio s'ils ne sont pas déjà issus des rangs de l'assemblée. Le vote n'est pas obligatoire. Le Premier ministre et ses ministres sont issus de l'assemblée, qui contrôle l'exécutif.

## Déroulement
Plus de 98 000 personnes inscrites sur les listes électorales sont attendus aux urnes au cours de cette journée de vote. Celle ci a lieu sans incidents, en présence notamment d'observateurs de la Communauté caribéenne (CAMICOM). La loi électorale vincentaise oblige les employeurs à permettre à leurs employés de finir leur journée plus tôt afin qu'ils puissent voter. Un total de 242 personnes mises en quarantaine pour cause de Covid-19 votent quant à eux après la fermeture des bureaux de vote à 17 heures.

## Forces en présence
| Parti | Parti                                                                                             | Idéologie                                                         | Chef de file    | Résultats en 2015          |
| ----- | ------------------------------------------------------------------------------------------------- | ----------------------------------------------------------------- | --------------- | -------------------------- |
|       | Parti travailliste uni Unity labour party (ULP)                                                   | Gauche à centre gauche Social-démocratie, socialisme démocratique | Ralph Gonsalves | 52,28 % des voix 8 députés |
|       | Nouveau Parti démocratique New democratic party (NDP)                                             | Centre droit Conservatisme, monarchisme                           | Godwin Friday   | 43,37 % des voix 7 députés |
|       | Parti vert de Saint-Vincent-et-les-Grenadines Saint Vincent and the Grenadines Green Party (SVGP) | Gauche Politique écologique, nationalisme                         | Ivan O'Neal     | 0,12 % des voix 0 députés  |

## Résultats

### Nationaux
|                           |                                  |        |       |      |        |               |  |  |  |
| Parti                     | Parti                            | Voix   | %     | +/-  | Sièges | +/-           |  |  |  |
|                           | Nouveau Parti démocratique (NDP) | 32 900 | 50,33 | 2,96 | 6      | 1             |  |  |  |
|                           | Parti travailliste uni (ULP)     | 32 419 | 49,59 | 2,69 | 9      | 1             |  |  |  |
|                           | Parti vert (SVGP)                | 33     | 0,05  | 0,07 | 0      | en stagnation |  |  |  |
|                           | Indépendants                     | 16     | 0,02  | Nv   | 0      | en stagnation |  |  |  |
|                           |                                  |        |       |      |        |               |  |  |  |
| Votes valides             | Votes valides                    | 65 368 | 99,51 |      |        |               |  |  |  |
| Votes blancs et invalides | Votes blancs et invalides        | 319    | 0,49  |      |        |               |  |  |  |
| Total                     | Total                            | 65 687 | 100   | –    | 15     | en stagnation |  |  |  |
| Abstentions               | Abstentions                      | 32 432 | 33,05 |      |        |               |  |  |  |
| Inscrits / participation  | Inscrits / participation         | 98 119 | 66,95 |      |        |               |  |  |  |

### Par circonscription
| Circonscription        | Représentant sortant | Parti | Parti | Représentant élu     | Parti | Parti |
| ---------------------- | -------------------- | ----- | ----- | -------------------- | ----- | ----- |
| North Windward         | Montgomery Daniel    |       | ULP   | Montgomery Daniel    |       | ULP   |
| North Central Windward | Ralph Gonsalves      |       | ULP   | Ralph Gonsalves      |       | ULP   |
| South Central Windward | Saboto Caesar        |       | ULP   | Saboto Caesar        |       | ULP   |
| South Windward         | Frederick Stephenson |       | ULP   | Frederick Stephenson |       | ULP   |
| Marriaqua              | St. Claire Prince    |       | ULP   | St. Claire Prince    |       | ULP   |
| East St. George        | Camillo Gonsalves    |       | ULP   | Camillo Gonsalves    |       | ULP   |
| West St. George        | Cecil McKie          |       | ULP   | Curtis King          |       | ULP   |
| East Kingstown         | Arnhim Eustace       |       | NDP   | Fitz Bramble         |       | NDP   |
| Central Kingstown      | St. Clair Leacock    |       | NDP   | St. Clair Leacock    |       | NDP   |
| West Kingstown         | Daniel E. Cummings   |       | NDP   | Deborah Charles      |       | NDP   |
| South Leeward          | Nigel Stephenson     |       | NDP   | Nigel Stephenson     |       | NDP   |
| Central Leeward        | Louis Straker        |       | ULP   | Orando Brewster      |       | ULP   |
| North Leeward          | Roland Matthews      |       | NDP   | Carlos James         |       | ULP   |
| Northern Grenadines    | Godwin Friday        |       | NDP   | Godwin Friday        |       | NDP   |
| Southern Grenadines    | Terrance Ollivierre  |       | NDP   | Terrance Ollivierre  |       | NDP   |

## Analyses et conséquences
Le scrutin est une nouvelle victoire pour le Parti travailliste uni mené par Ralph Gonsalves, ce qui permet à ce dernier de décrocher un cinquième mandat consécutif, un record dans le pays. Il prête serment le 7 novembre.
Malgré une seconde place en termes de suffrages au niveau national, l'ULP accroit même sa majorité avec neuf sièges remporté sur quinze grâce à plusieurs victoires sur le fil, notamment dans les circonscriptions de Grenadine où le parti l'emporte par un demi millier de voix,. C'est la première fois depuis les élections de 1998 que le parti ayant remporté le vote populaire perd en termes de sièges, cette fois-ci au détriment du NDP.